# Судововишнянська міська рада
Судововишнянська міська рада — орган місцевого самоврядування у Мостиському районі Львівської області з адміністративним центром у м. Судова Вишня.

## Загальні відомості
Водоймища на території, підпорядкованій даній раді: річка Вишня.

## Населені пункти
Міській раді підпорядковані населені пункти:
- м. Судова Вишня

## Склад ради
Рада складається з 34 депутатів та голови.

### Керівний склад ради
| ПІБ                     | Основні відомості                                               | Дата обрання | Дата звільнення |
| ----------------------- | --------------------------------------------------------------- | ------------ | --------------- |
| Москаль Йосип Йосипович | Міський голова, 1947 року народження, освіта, безпартійний      | 26.03.2006   | 31.10.2010      |
| Мартинець Олег Іванович | Міський голова, 1965 року народження, освіта вища, безпартійний | 31.10.2010   |                 |

Примітка: таблиця складена за даними джерела